# Makatao (Sprache)
Makatao, auch Makattao, Takaraya oder Tta'o, war ein Minderheitendialekt der Ureinwohner Taiwans und wurde vom Volk der Makatao, einem Zweig der Siraya, gesprochen.
Das Volk der Siraya lebte im Südwesten von Taiwan. Der Dialekt Makatao ist ausgestorben, so wie auch die Siraya-Sprache. Der bekannte japanische Sprachkundler Shigeru Tsuchida schrieb eine Arbeit über die Einflüsse der Sprache der Siraya und des Makatao-Dialekts auf das heutige Taiwanisch.

## Klassifikation
- Austronesische Sprachen
  - Formosa-Sprachen
    - Südwestliche Sprachen
      - Siraya
        - Makatao

## Beispiele der Sprache
| Makatao | Siraya | Deutsch |
| ------- | ------ | ------- |
| ralum   | dalum  | Wasser  |
| toru    | turu   | Baum    |